# Australobolbus lobatus
Australobolbus lobatus es una especie de coleóptero de la familia Geotrupidae.

## Distribución geográfica
El australobolbus lobatus habita en Australia.